# Wilhelm von Hammerstein
Wilhelm Karl Konrad Freiherr von Hammerstein, eigentlich von Hammerstein-Loxten (* 6. Mai 1808 in Kastorf; † 1. September 1872 in Neustrelitz) war ein deutscher Politiker. Er war unter anderem Finanz- und Innenminister im Königreich Hannover und Staatsminister von Mecklenburg-Strelitz.

## Werdegang
Wilhelm von Hammerstein wurde in Kastorf, Herzogtum Sachsen-Lauenburg geboren. Sein Vater war der Gutsbesitzer und Berufssoldat Christian von Hammerstein (1769–1850) und seit dem 3. April 1793 verheiratet mit Dorothea Agnies Sophie von Plato (1771–1858). Seine Mutter war eine Tochter des Landrates Otto Ernst von Plato auf Grabow. Er hatte sechs Schwestern und drei ältere Brüder.
Wilhelm von Hammerstein besuchte die Ritterakademie in Lüneburg, wo er 1824 das Abitur erlangte. Im Anschluss studierte er bis 1827 Rechtswissenschaft in Göttingen. Er war ab 1828 Auditor und nach einem Richterexamen 1831 Assessor in Bodenteich. 1833 wurde er Assessor und 1840 Regierungsrat an der Landdrostei Lüneburg.
1843 wurde Wilhelm von Hammerstein Vortragender Rat und 1848 Generalsekretär im hannoverschen Ministerium des Inneren. Vom Dezember 1850 bis November 1851 war er Minister für Finanzen und Handel des Königreichs Hannover. Während seiner Amtszeit trug er unter anderem zum Abschluss des hannoversch-preußischen Zollvereinsvertrags bei. Von April 1852 bis November 1853 war er Minister des Inneren. Nach einer ab März 1854 ausgeübten Tätigkeit als Amtmann und Erster Beamter des Amtes Verden (Aller), war er von Dezember 1862 bis Oktober 1865 erneut Innenminister, nunmehr als Geheimer Regierungsrat.
Nachdem Hammerstein ab 1862 Ministerpräsident gewesen war, war er von 1865 bis 1866 Landdrost in Osnabrück. 1867 wurde er als Abgeordneter des Wahlkreises Hannover 5 (Melle–Diepholz) in den Reichstag des Norddeutschen Bundes gewählt.
Nach der Annexion Hannovers durch Preußen wurde Hammerstein leitender Minister in Mecklenburg-Strelitz. Vom 17. Oktober 1868 bis zu seinem Tod am 1. September 1872 war er Staatsminister und somit Vorsitzender des Staatsministeriums und der Landesregierung von Mecklenburg-Strelitz. In dieser Funktion verwaltete er ab 1870 außerdem die großherzogliche Lehnkammer des Landes und war Kanzler des Ordens der Wendischen Krone.
Neben einer Abhandlung über den Bardengau veröffentlichte der humanistisch gebildete Wilhelm von Hammerstein mehrere Artikel im Jahrbuch des Vereins für Mecklenburgische Geschichte und Altertumskunde, dessen korrespondierendes Mitglied er von 1868 bis 1872 war.
Er starb nach einem Herzschlag mit 64 Jahren in Neustrelitz.
Eine Porträtfotografie wird im Niedersächsischen Landesarchiv verwahrt.

## Familie
1836 heiratete er Julie Freifrau von dem Knesebeck (1811–1889), Tochter des Generals Friedrich August Wilhelm von dem Knesebeck und Friedrike Amalie geb. von Bothmer (1781–1853) aus dem Hause Landesbergen. Aus der Ehe gingen sieben Kinder hervor, unter anderem der spätere preußische Innenminister Hans von Hammerstein-Loxten sowie der Schweriner Ministerialrat Bernhard von Hammerstein (1853–1907).

## Werke
- Der Bardengau. Eine historische Untersuchung über dessen Verhältnisse und über den Güterbesitz der Billunger. Hahn, Hannover 1869–1926.

## Auszeichnungen
- 1860: Kommandeur 1. Klasse des Guelphen-Ordens (1846 Vierte Klasse, 1849 Ritter, 1850 Kommandeur 2. Klasse)
- 1868: Großkreuz des Hausordens der Wendischen Krone
- 1868: Roter Adlerorden 1. Klasse
- 1868: kursächsischer Wilhelms-Orden 1. Klasse